# The Conflict (film 1915)
The Conflict è un cortometraggio muto del 1915. Il nome del regista non viene riportato. Il soggetto del film è tratto da una storia di Joseph Anthony Roach che nei titoli appare con il nome Joseph A. Roach.

## Produzione
Il film fu prodotto dalla Essanay Film Manufacturing Company.

## Distribuzione
Distribuito dalla General Film Company, il film - un cortometraggio in due bobine - uscì nelle sale cinematografiche statunitensi nel 1915.
Il film viene citato in Moving Picture World del 19 marzo 1915.